# Schloss Sonsfeld

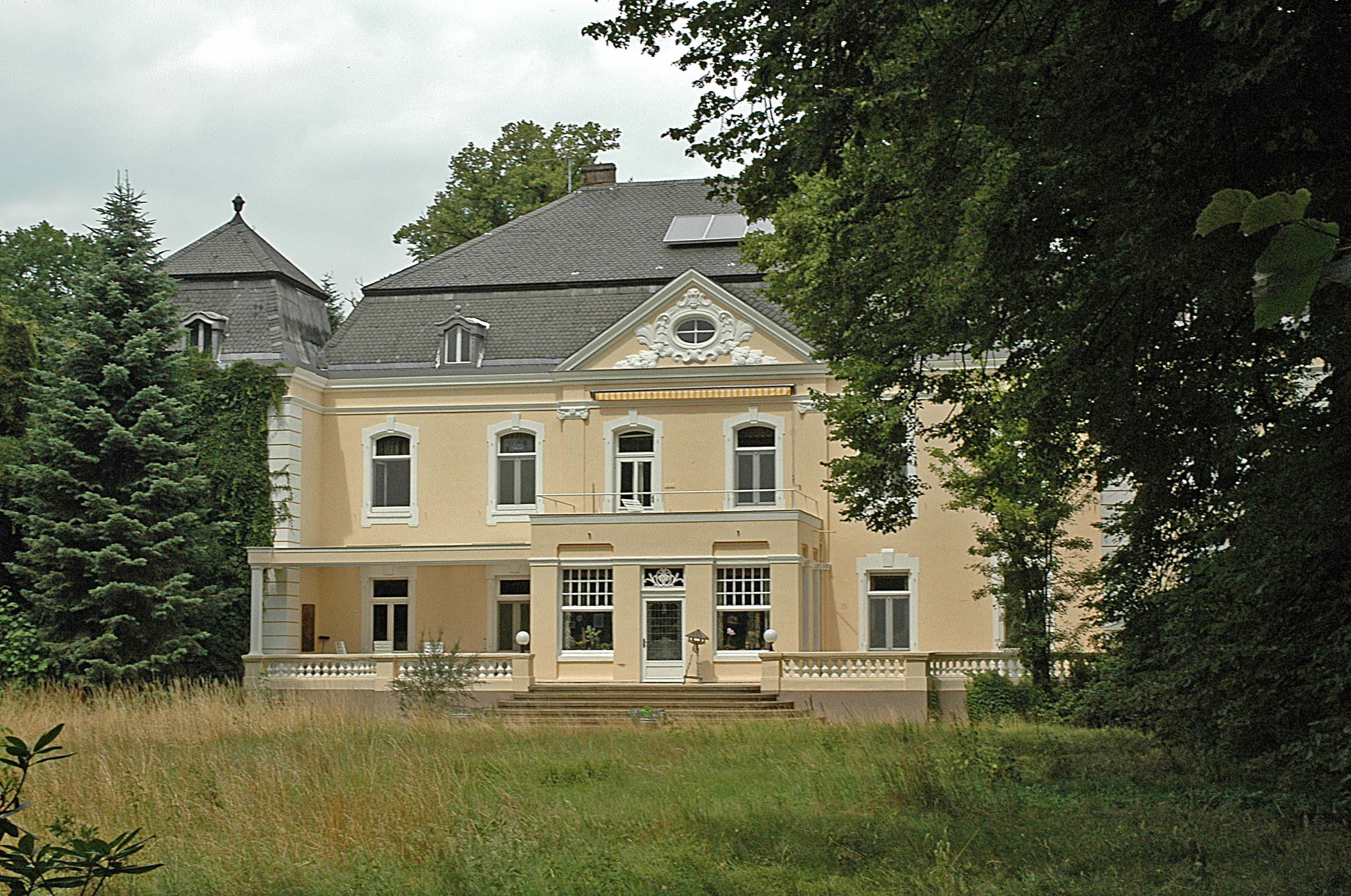
Das heutige Schloss Sonsfeld, auch Blaues Haus genannt

Das Schloss Sonsfeld war ein Schloss bei Haldern, einem Ortsteil von Rees im nordrhein-westfälischen Kreis Kleve. Das Schloss lag zwei Kilometer südöstlich von Haldern nördlich der ehemaligen sonsfeldischen Weiden. Weitere ehemalige Adelshäuser in der Umgebung sind das Haus Aspel, das Schloss Bellinghoven. Der Battenbergturm gehörte zeitweise dem Schloss. In südöstliche Richtung lag das Zisterzienserinnen-Kloster Schledenhorst. 

## Geschichte

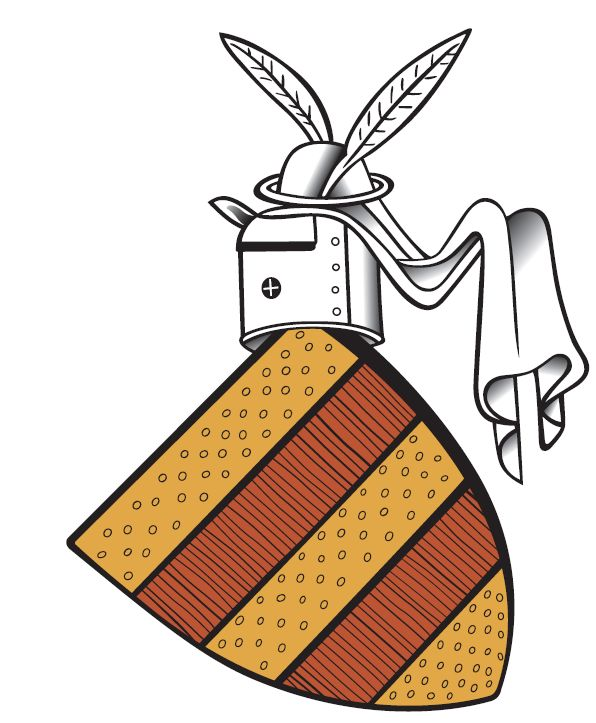
Stammwappen derer von Wittenhorst

Erstmals genannt wurde es 1259. 1368 war es im Besitz eines Steven von Wittenhorst. Von den folgenden Jahrhunderten ist nichts bekannt. 1666 erhält der Eigentümer Sonsfeld samt den Bauerschaften Helderloh, Wittenhorst und Herken als Herrlichkeit. In der ersten Hälfte des 18. Jahrhunderts wurde das Schloss abgebrochen, ein geplanter Neubau unterblieb.
1810 wurde der Besitz teilweise an die Familie Luyken verkauft, die 1815 im Wald nördlich des ehemaligen Schlosses ein Forsthaus errichten ließ. 1863 erlangte dieses Forsthaus als Nachfolge des untergegangenen Schlosses den Status eines landtagsfähigen Ritterguts. An der Stelle des Forsthauses wurde um 1890 ein neues Herrenhaus errichtet, das 1910 im klassizistischen Stil umgebaut wurde. Dieses Gebäude wird heute als Schloss Sonsfeld oder als Blaues Haus bezeichnet. Es ist privat bewohnt und kann nicht besichtigt werden.
Der ehemalige Standort des alten Familien-Schlosses ist überwuchert, nur noch die Reste des Grabens sind zu erkennen. Nördlich davon sind im Wald noch die Reste eines 50 Hektar großen Barockgartens zu erkennen, unter anderem einige Alleen und Reste zweier Wasserbassins. Eine Allee, die Turmallee, ist auf den Battenbergturm ausgerichtet, der gegen Ende des 17. Jahrhunderts ebenfalls im Besitz der Familie von Wittenhorst-Sonsfeld war.

## Persönlichkeiten der Familie Wittenhorst-Sonsfeld
- Friedrich Otto von Wittenhorst-Sonsfeld (1680–1755), preußischer Generalleutnant
- Friedrich Wilhelm von Wittenhorst-Sonsfeld (1645–1711), kurbrandenburger Generalleutnant
- Gustav Adolf von Wittenhorst-Sonsfeld (1811–1881), preußischer Generalmajor

## Literatur

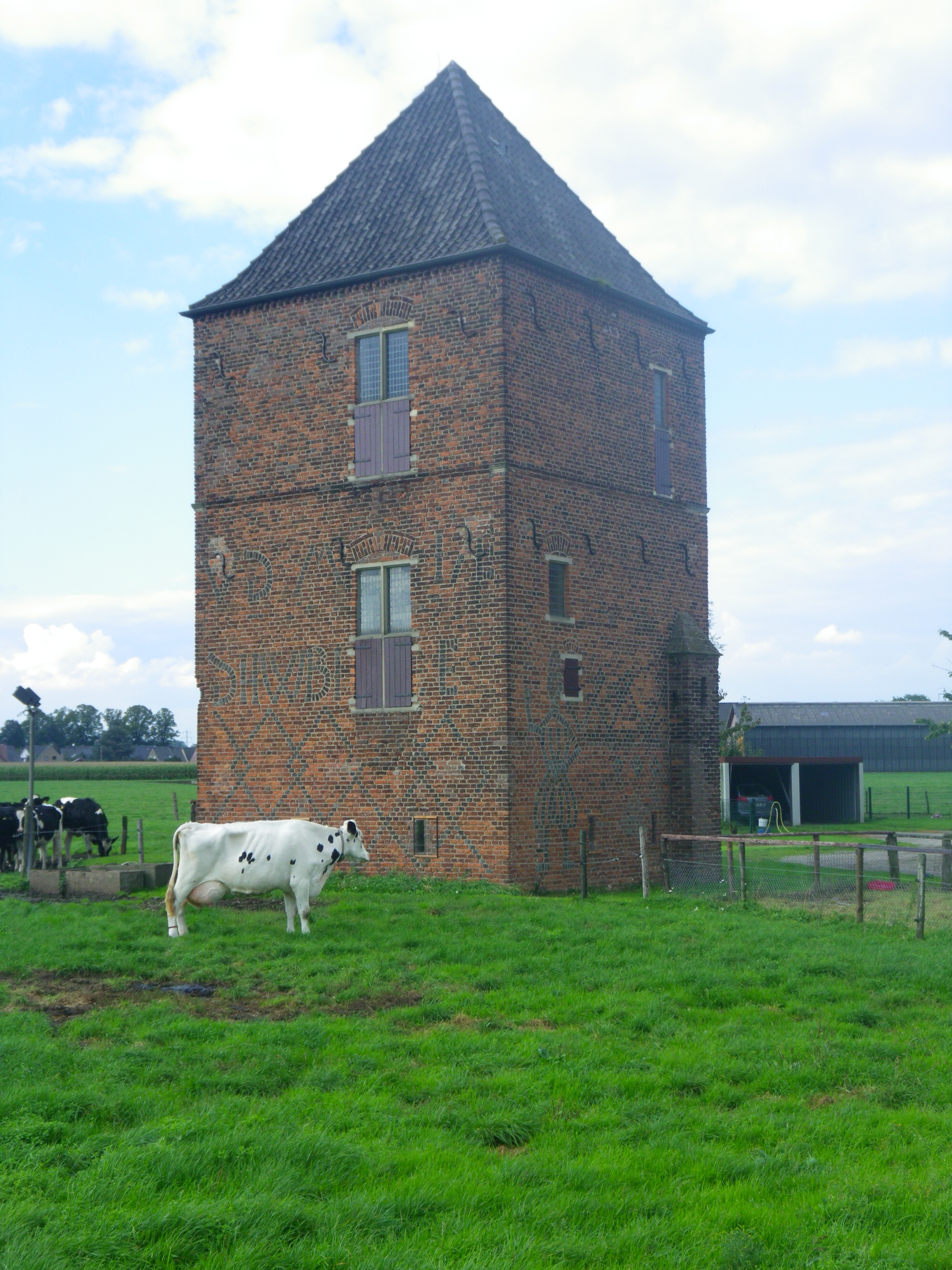
Battenbergturm in Haldern